# Adhil
Adhil (xi Andromedae) is een Type K reuzenster in het sterrenbeeld Andromeda. De naam van Adhil komt van het Arabische الذيل  wat "de trein" betekent.